# سیارک ۱۴۵۸
سیارک ۱۴۵۸ (به انگلیسی: 1458 Mineura، نامگذاری:1937RC) هزار و چهارصد و پنجاه و هشتمین سیارک کشف شده‌است که در ۱ سپتامبر ۱۹۳۷ کشف شد.
قدر مطلق سیارک برابر ۱۱٫۵۰ است.